# Dennis Cooper
Dennis Cooper (* 10. ledna 1953) je americký spisovatel. Od mládí se zajímal o francouzskou literaturu, ovlivnil jej mj. Markýz de Sade a jeho vyobrazování libertinského sexu. V letech 1976 až 1982 vydával punkový zin Little Caesar Magazine, do kterého přispěli například Andy Warhol, David Wojnarowicz a Debbie Harry. V roce 1983 se usadil v New Yorku. Roku 1985 vydal román Closer, první z cyklu George Milese, který dále obsahuje romány Frisk (1991), Try (1994), Guide (1997) a Period (2000), a v roce 2021 pak sérii uzavřel knihou I Wished. Napsal řadu dalších románů (významný je například The Sluts, 2004), novel, sbírek básní, divadelních her a dalších textů. Ve své tvorbě se soustředí na sexuální témata, často homosexualitu a sexuální násilí. Dlouhodobě žije ve Francii. Měl mj. malou roli ve filmu Homme au bain (2010) režiséra Christopha Honoré.